# Trachysphaera pigmentifera
Trachysphaera pigmentifera är en mångfotingart som först beskrevs av Karl Wilhelm Verhoeff 1941.  Trachysphaera pigmentifera ingår i släktet Trachysphaera och familjen Doderiidae. Inga underarter finns listade i Catalogue of Life.